# Usuardo van Verona
Usuardo van Verona (Heilige Roomse Rijk, - circa 1072), bijgenaamd Teutonico of de Duitser, was bisschop van Verona van 1069 tot 1072. Hij kreeg zijn aanstelling tot bisschop van keizer Hendrik IV van het Heilige Roomse Rijk. Verona was de hoofdstad van het markgraafschap Verona. 
Zijn voorganger Adalbert stierf in 1069 of 1070. Usuardo was een Duits kanunnik die de steun genoot van Hendrik IV. 
Usuardo staat vermeld in een akte van 1071 onder zijn Duitse naam Huswart. Hij stierf circa 1072 en werd meteen opgevolgd door Bruno I, een andere Duitse kanunnik.